# Alan Tait

a Compétitions nationales et continentales officielles uniquement.

b Matchs officiels uniquement.
Dernière mise à jour le 12 novembre 2021.
Alan Victor Tait, né le 2 juillet 1964 à Kelso (Écosse), est un ancien joueur de rugby à XV écossais, évoluant au poste de centre. Il a également joué au rugby à XIII entre 1988 et 1996.

## Biographie
Il est sélectionné pour la première fois en équipe d'Écosse contre la France le 23 mai 1987 lors de la Coupe du monde de rugby 1987 et la dernière fois contre la Nouvelle-Zélande le 24 octobre 1999 lors de la Coupe du monde de rugby 1999.
Entre 1988 et 1996 il rejoint le rugby à XIII et joue avec les clubs de Widnes et Leeds, disputant les finales de Coupe Challenge en 1994 et 1995. Il a connu des sélections honorifiques avec l'Équipe de Grande-Bretagne de rugby à XIII.
En 1997, il retourne au rugby à XV et porte les couleurs de l'Équipe des Lions britanniques et irlandais de rugby à XV.
Il a connu 27 sélections en 5 années, durant lesquelles il inscrivit 17 essais.

## Carrière d'entraineur
Alors qu'il avait été remplacé comme entraîneur adjoint chargé du secteur de la défense pour l'Équipe d'Écosse de rugby à XV par Matt Williams il a été rétabli dans ce rôle par Frank Hadden et les plaquages écossais y ont gagné en qualité[réf. nécessaire].
Il est entraîneur adjoint du club des Border Reivers.

## Palmarès
- 27 sélections avec l'Écosse entre 1987 et 1988, puis entre 1997 et 1999.
- 81 points (17 essais)
- Matchs avec le XV du chardon par année : 4 en 1987, 4 en 1988, 3 en 1997, 6 en 1998, 10 en 1999.
- Tournois des Cinq Nations disputés : 1988, 1997, 1998, 1999.
- Coupes du monde de rugby disputées: 1987 (4 matchs), 1999 (3 matchs).
- 2 sélections avec les Lions (1 essai) en 1997.